# Estadista Global
O Prêmio de Estadista Global é um prêmio dado pelo Fórum Econômico Mundial visando premiar Chefes de Estado com atuação de liderança econômica e politíca de destaque e importância mundial. Com atuações públicas e reconhecidas pelo desenvolvimento econômico, político e social, das relações internacionais e na promoção da paz.
Segundo a assessora do Fórum Econômico Mundial, Lucy Jay-Kennedy, a honraria irá premiar os líderes políticos que usam o seu mandato para aperfeiçoar o estado do mundo.".

## Premiados
A primeira edição do prêmio ocorreu em 2010, recebido pelo Presidente da República Federativa do Brasil Luiz Inácio Lula da Silva, foi entregue pelo ex-Secretário Geral da ONU, Kofi Annan.
Segundo o presidente-executivo do Fórum Econômico Mundial, Klaus Schwab, "o presidente do Brasil demonstrou um verdadeiro comprometimento com todos os setores da sociedade (… ) esse comprometimento tem sido de mão e mão integrando crescimento econômico e justiça social. O presidente Lula é um modelo a ser seguido pela liderança global".